# Socialistická republika Slovinsko
Socialistická republika Slovinsko (zkráceně SR Slovinsko; slovinsky Socialistična republika Slovenija, SR Slovenija) byla socialistickou republikou, jež byla součástí Socialistické federativní republiky Jugoslávie. Součástí AVNOJské Jugoslávie se země stala v roce 1944. 25. června 1991 vyhlásilo Slovinsko samostatnost, která byla Brionskou deklarací odložena o tři měsíce.

## Vývoj názvu
- 1945 – 14. února 1946: Federální (jednotka) Slovinsko (federalna (enota) Slovenija) jako součást Demokratické federativní Jugoslávie[1][2]
- 14. února 1946 – 9. dubna 1963: Lidová republika Slovinsko (Ljudska republika Slovenija) jako součást Demokratické federativní Jugoslávie, resp. Federativní lidové republiky Jugoslávie[3][4]
- 9. dubna 1963 – 7. března 1990: Socialistická republika Slovinsko (Socialistična republika Slovenija) jako součást Socialistické federativní republiky Jugoslávie[5]
- 7. března 1990 – 25. června/8. října 1991: Republika Slovinsko jako součást Socialistické federativní republiky Jugoslávie[6]

## Historie
V září 1943 se Antifašistická rada národního osvobození Jugoslávie usnesla o obnovení Jugoslávie na federálním základě. Jednou z federálních jednotek se mělo stát i Slovinsko. Od počátku roku 1944 se začali komunisté připravovat na převzetí politické moci v poválečném Slovinsku. Aby se zabránilo návratu vícestranického systému, bylo rozhodnuto o vytvoření lidové vlády, jež bude právě pod vedením komunistů. 19. února 1944 se v Črnomelju Slovinský národněosvobozenecký výbor přejmenoval na Slovinskou národněosvobozeneckou radu a současně se prohlásil za nejvyšší zákonodárný a zastupitelský orgán ve Slovinsku.
V roce 1945 bylo Slovinsko poprvé v historii uznáno za státní útvar. V roce 1947 získalo Slovinsko část západních území, která po první světové válce připadla Itálie. V roce 1954 pak bylo mezi Itálii a Jugoslávii rozděleno i sporné území v okolí Terstu. Slovinsko v rámci jugoslávské federace bylo nejprve lidovou republikou a od roku 1963 socialistickou. V průběhu šedesátých let se začaly objevovat rozpory s centrem (např. Silniční aféra), které skončily odstavením reformních komunistů (Stane Kavčič) a upevněním pozic konzervativců. Rozklad Jugoslávie začal smrtí maršála Tita v květnu 1980. Na jaře 1987 vyšlo další číslo časopisu Nova revija, v němž byly zveřejněny příspěvky France Bučara, Petera Jambreka, Tine Hribara, Ivana Urbančiče a Jože Pučnika, ve kterých napadli vedoucí úlohu komunistů, centralistické vedení jugoslávské politiky a formulovali cíl slovinského národa, kterým má být samostatný slovinský stát jako součást jugoslávské konfederace. Přišli s názorem, že Jugoslávie omezuje jak ekonomický, tak i kulturní, či politický rozvoj Slovinska. Následný demokratizační proces prováděný především formou ústavních dodatků realizovali sami slovinští komunisté. V květnu 1989 zveřejnila slovinská opozice Májovou deklaraci, v níž požadovala ustavení suverénního slovinského státu a svobodu rozhodování o vnějších svazcích. Komunisté v reakci vydali Základní listinu Slovinska, která také hovořila o suverenitě, ale hlásila se také k reformované jugoslávské federaci.
27. září 1989 přijala stále ještě komunisty ovládaná skupščina sadu dodatků k republikové ústavě, které posilovaly rozhodovací pravomoc republiky na úkor federace a rušily vedoucí úlohu Svazu komunistů Slovinska a legalizovaly další politické strany. Bylo také rozhodnuto, že na jaře následujícího roku se uskuteční volby do všech komor slovinského parlamentu.
V dubnu 1990 proběhly první poválečné svobodné volby, které přinesly vítězství opozičního bloku DEMOS v parlamentních volbách a Milana Kučana ve volbách předsedy Předsednictva. V prosincovém referendu se většina hlasujících vyjádřila pro samostatnost.
25.  června 1991 vystoupila Republika Slovinsko ze Socialistické federativní republiky Jugoslávie, když Skupščina na společném zasedání všech tří komor přijala Deklaraci o nezávislosti, ústavní zákon o samostatnosti a nezávislosti Republiky Slovinsko a několik dalších ústavních dodatků. Z důvodu obav ze zákroku federálních orgánů byl akt vyhlášení nezávislosti uskutečněn již o den dříve, než se původně plánovalo. 26. června 1991 prohlásil svazový výkonný výbor (vláda) tyto akty, stejně jako obdobné chorvatské akty, za neplatné. Svazová skupština (parlament) bez zástupců Slovinska a Chorvatska požádala svazový výkonný výbor a JNA o zákrok s cílem obnovit celistvost jugoslávských hranic. 27. června 1991 v 1: 15 v noci byla zahájena vojenská akce JNA. Předseda slovinského Předsednictva Milan Kučan označil takové jednání za agresi vůči suverénnímu státu a vyzval slovinské občany k obraně vlasti. Pod vedením republikového sekretáře obrany Janeze Janši zasáhly proti Jugoslávské lidové armádě (JNA) jednotky slovinské Teritoriální obrany (TO). Těm se podařilo JNA silně paralyzovat: TO zablokovala kasárny JNA, kam přerušila dodávky elektřiny, vody a potravin. Přesuny tankových jednotek JNA byly ztíženy barikádami a blokádou důležitých komunikací. 28.  června 1991 bylo do akce nasazeno svazové letectvo, které bombardovalo slovinská letiště, důležité dopravní spoje, telekomunikační stanice a budovy televize a rozhlasu. Téhož dne dorazila do Slovinska delegace ministerské trojky Evropských společenství. 29. června 1991 přislíbilo slovinské vedení zastavit boje a na devadesát dnů pozastavit účinnost aktů, jimiž se republika osamostatnila. 4.  července 1991 byla uzavřena dohoda s JNA o zastavení palby a 7.  července válku ukončila Brionská deklarace. 2.  října 1991 potvrdilo společné zasedání všech komor Skupščiny úmysl nabýt nezávislost okamžitě, jakmile uplyne tříměsíční moratorium smluvené Brionskou deklarací. Moratorium vypršelo 8. října 1991, kdy Slovinsko definitivně získalo svou nezávislost na Jugoslávii.
Navzdory značné politické centralizaci, která byla typická i pro druhou Jugoslávii až do přijetí nové ústavy v roce 1974, těšilo se Slovinsko již od konce války široké autonomii kulturní a vědecké: již v roce 1945 vznikla Akademie výtvarných umění a Hudební akademie, v roce 1947 vznikla Slovinská filharmonie a téhož roku byl natočen první film ve slovinském jazyce. Slovinsko bylo v rámci SFRJ z hlediska ekonomiky nejrozvinutější republikou.
V říjnu 1989 byla dvanáctým dodatkem ústavy přijata hymna Zdravljica.

## Politika
Republikové ústavy byly přijaty v letech 1947, 1963 a 1974.
Hlavou státu byl v letech 1945 až 1974 předseda Skupščiny, v letech 1974 až 1992 Předsednictvo, resp. jeho předseda. Volby do posledního Předsednictva Republiky Slovinsko byly v roce 1990 realizovány jako přímé.
V únoru 1944 vznikla Slovinská národněosvobozenecká rada (Slovenski narodnoosvobodilni svet, SNOS), jež byla do října 1946 nejvyšším představitelem a zákonodárným orgánem v rámci slovinského národněosvobozeneckého boje a po skončení války jednotky Slovinsko. V listopadu 1946 SNOS zanikla, když vzniklo Ústavodárné shromáždění Lidové republiky Slovinsko, jehož úkolem byla příprava republikové ústavy. Po přijetí ústavy – 16. ledna 1947 – bylo Ústavodárné shromáždění přeměněno na Lidové shromáždění Lidové republiky Slovinsko. Do roku 1953 byl slovinský parlament – skupščina – jednokomorový, v letech 1953 až 1963 dvoukomorový, poté do roku 1974 pětikomorový a v letech 1974 až 1991 tříkomorový.
První slovinská republiková vláda byla ustavena 5. května 1945 v Ajdovščině. V roce 1953 v důsledku ústavních změn byla vláda zrušena a nahrazena výkonným výborem Lidové skupščiny Lidové republiky Slovinsko. V roce 1963 byl v důsledku změny názvu státu změněn název na výkonný výbor Socialistické republiky Slovinsko (IS SRS). Od 23.  června 1990 existoval výkonný výbor Republiky Slovinsko, který se účinností ústavy z roku 1991 přeměnil ve vládu Republiky Slovinsko.
Politickou hegemonii zde jako ve zbytku federace měla Komunistická strana, respektive Svaz komunistů Slovinska. Ten se svého vedoucího postavení vzdal již v září 1989. První svobodné volby se konaly v dubnu 1990 a přinesly vítězství koalici DEMOS.